# Geaya scrobiculata
Geaya scrobiculata is een hooiwagen uit de familie Sclerosomatidae.